# Madonna Northbrook
La Madonna Northbrook è un dipinto a olio su tavola (107x77 cm) di Raffaello Sanzio, databile al 1507 circa e conservato nel Worcester Art Museum  di Worcester (Massachusetts).

## Storia e descrizione
L'opera deve il suo nome alla collezione dei conti di Northbrook a Londra, dove venne custodita fino agli anni settanta del Novecento.
venne riferita per la prima volta a Raffaello da Adolfo Venturi, mentre altri, come Gronau e Cavalcaselle, optarono per lo Spagna, anche se la critica recente propende quasi tutta per la prima ipotesi. 
La datazione è legata al periodo fiorentino, per un certo leonardismo, con affinità con altre opere del periodo, soprattutto la Piccola Madonna Cowper.
Maria è seduta davanti a un parapetto, oltre il quale si vede un dolce paesaggio di sapore umbro. È ritratta a mezza figura e tiene in grembo il Bambino, nudo e stante. i due non si guardano, ma i loro gesti dimostrano un rapporto di intima familiarità, con una sciolta naturalezza che allontana le opere di Raffaello dagli enigmatici prototipi di Leonardo.